# Rollin 60’s Neighborhood Crips
Rollin 60's Neighborhood Crips — организованная преступная группировка, состоящая преимущественно из афроамериканцев, базирующаяся в Лос-Анджелесе (Калифорния). Одна из крупнейших по площади территории и количеству членства банда преступного сообщества Crips на территории округа Лос-Анджелес. Была основана в 1976 году. Большинство членов банд составляли подростки из школ  «Crenshaw High School» и «Westchester High School», расположенных в Южном Лос-Анджелесе. 
Являлась одной из многочисленных группировок, входящих в Crips (ооснованное в 1969 году 15-летним Рэймондом Вашингтоном, лидером уличной банды «Eastside Crips» и 15-летним Стэнли «Туки» Уильямсом, лидером уличной банды «Westside Crips»); в 1979 году после смерти Вашингтона и ареста Уильямса, в сообществе Crips произошел раскол, в результате которого оно распалось на слабо связанную сеть отдельных преступных группировок, часто участвующих в открытой войне друг с другом. 
После того как правительство США предприняло меры по перекрытию карибских каналов транспортировки наркотических средств из Колумбии, транзит наркотических  средств  сместился в сторону Центральной Америки и Мексики — вследствие чего к середине 1980-х через Калифорнию стало транспортироваться до 90 % потребляемого в США кокаина. 
В начале 1980-х «Rollin 60's Neighborhood Crips» под предводительством ее лидера Кита Томаса, стали одной из первых банд, которые стали заниматься наркобизнесом и использовать прибыль от торговли наркотиками для массового вооружения стрелковым оружием и других видов незаконной деятельности. Несмотря на то, что Кит Томас не одобрял употребление наркотиков членами его банды и предостерегал их от чрезмерного проявления насилия, в последующие десятилетия Rollin 60's Neighborhood Crips приняли участие в эскалации конфликта с другими группировками за передел сфер влияния в наркоторговле и заработали репутацию одной из самых жестоких уличных банд в Лос-Анджелесе. 
В разные годы члены банд подвергались аресту и были осуждены за совершение таких преступлений как убийство, нападение с применением огнестрельного и холодного оружия, изнасилования, грабежи, кражи со взломом, угоны автомобилей, незаконная торговля оружием и наркотическими средствами. К 1989 году 459 самых активных членов банды подвергались аресту 3527 раз. 
Отсутствие централизованной власти внутри преступной группировки и нестабильность по причине наркотической зависимости большинства членов банды способствовали тому, что большинство членов банды  полностью отвергали иерархию в своем преступном сообществе и совершали преступления ради своей личной выгоды, благодаря чему были замечены в проявлении насилия по отношению к женщинам и детям, что считалось неофициальным социальным запретом в преступной среде. 
Участники банды отличаются от других группировок альянса ношением спортивной атрибутики бейсбольных команд «Сиэтл Маринерс» (Seattle Mariners) и «Чикаго Уайт Сокс» (Chicago White Sox), поскольку на их эмблемах изображена большая английскую буква S, которая членами данной ОПГ расшифровывается как «Sixty» или «60’s Crip».
По разным данным численность Rollin 60's Neighborhood Crips в 2000-е годы оценивалась примерно от 1600 до 8 тысяч человек. 
Наиболее известными членами банды являются Даррен Уильямс и Тайкуан Кокс (которые совершили  массовое убийство четверых членов семьи известного игрока в американский футбол Кермита Александера на территории Южного Лос-Анджелеса 31 августа 1984 года) и американский рэпер Эрмиесс Джозеф Асхедом,  более известный под своим сценическим псевдонимом Нипси Хассл, который был застрелен 31 марта 2019 года в Лос-Анджелесе